# Міжусобна війна на Русі 1228—1240
Міжусобна війна в південній Руси (1228-1238)
Міжусобна війна на Русі 1228—1240 — серія військових конфліктів в землях Русі яка розгорнулась після смерті Мстислава Великий між Чернігово-Сіверськими Ольговичами Михайлом Всеволодовичем та його сином Ростиславом в союзі з князем Ізяславом і половцями проти Галицько-Волинських Романовичів Данила і Василька в союзі з київським князем Володимиром Рюриковичем за володіння ключовими столами Південної Русі — Києвом та Галичем. Війна була частиною більш широкого конфлікту за спадщину Романа Мстиславича, і завершилось лише в 1240 р. після монгольського спустошення Сіверщини, Київщини та Галицько-Волинських земель.

## Передумови війни
Остаточно вигнавши угорців з Галича в 1221 році, Мстислав Удатний в ознаменування укладеного миру видав свою дочку Марію заміж за угорського королевича Андрія. Інша його дочка, Анна, була одружена з Данилом Романовичем, який був претендентом на Галицьке князівство з моменту загибелі в 1205 року свого батька.
Складні відносини Мстислава Удатного з галицьким боярством спонукали його до передачі в 1226 році Андрію Угорському Перемишля, а в 1227 році і самого Галича. За версією Галицько-Волинського літопису, передача Галича угорцям замислювалася як тимчасова міра з перспективою повернення до Галича Мстислава при зміні розстановки сил в сприятливу для нього сторону, тому передача Галича Данилу не розглядалася.
План походу Данила і Мстислава з половцями на Галич проти угорців, за яким Мстислав планував віддати Галич Данилу, зберігши для себе Пониззя, так і не був реалізований через смерть Мстислава Мстиславича у 1228 році. Однак до того часу крім відновлення своїх позицій на Волині, Данило посилився також і за рахунок придбання Пониззя, після чого передав Ярославу Інгваровичу Меджибіж.

## Хід подій
Дізнавшись про смерть Мстислава Удатного чернігівський князь Михайло Всеволодович, київський князь Володимир Рюрикович і половецький хан Котян вирушили у 1228 році походом на Данила, однак не досягли успіхів і змушені були укласти мир.
У наступному році Михайло Всеволодович вирушив до Новгорода, де зміг ненадовго закріпитись з допомогою лояльної до нього групи боярства. Однак вже наступного року до Новгорода вертається внаслідок перемоги суздальської партії владимирський князь Ярослав Всеволодович, а Михайло вертається в Чернігів.
Зазнавши у Новгороді невдачі, Михайло в 1231 році вирішує відібрати Київ у свого колишнього союзника Володимира Рюриковича, однак останньому на допомогу приходить Данило Галицький, і конфлікт завершується перемир'ям.
У 1235 році Михайло заручившись союзом з князем Ізяславом (ймовірно сином Мстислава Удатного) знову здійснив спробу заволодіти Києвом. Володимиру як і кількома роками раніше на допомогу приходить Данило Романович, якому вдається прогнати Михайла. Ізяслав втікає до половців, а Михайло Всеволодович ховається в Чернігові де його облягають Данило та Володимир у союзі з Мстиславом Глібовичем, князем з династії Ольговичів. По договору з чернігівцями останній сідає княжити у місті, проте невдовзі Михайло вертається і завдає поразки галицькому війську.
Тим часом Ізяслав привів половецьке військо, яке вщент розбило стомлені полки Данила Галицького та Володимира Рбриковича під Торчеськом. Данилу вдається втекти на Волинь, однак Володимир потрапив в полон до половців. Михайло Всеволодович рушив у Галицьке князівство та сів там княжити, Ізяслав ж отримав Київ. 
Після цього Данило зібравши сили розпочав наступ на Михайла, однак йому вдалось заволодіти лише Перемишлем. Володимир Рюрикович ж, викупив себе з полону та зумів вибити Ізяслава з Києва. Проте невдовзі був змушений передати місто Ярославу Всеволодовичу, який прийшов з Новгорода.
Вже у 1238 році Ярослав, дізнавшись про загибель свого брата, Юрія, у битві з монголами на річці Сіть, покинув Київ і вирушив на Північний-Схід де зайняв пустий Владимирський стіл. Михайло Всеволодович скористався цією ситуацією, залишив у Галичі свого сина, Ростислава та захопив Київ. В тому ж році Данилу вдається розбити війська хрестоносців під Дорогочином. Звідти він вирушив на південь і остаточно захопив Галич у свої руки.
1239 року татари спустошують Чернігів. Михайло наляканий небезпекою вирушає за допомогою до Угорщини, однак напівдорозі, у Камянці його полонить Ярослав Всеволодович, або Ярослав Інгварович. У пустому Києві сідає Ростислав Мстиславич, син київського князя Мстислава Романовича Старого з Смоленських Ростиславичів. Однак вже у 1240 р., Данило захоплює Київ, і садить у ньому свого воєводу, Дмитра.
В грудні 1240 року монголо-татарські війська спустошують Київ, а згодом і всю Західну Україну, припинивши таким чином усобицю між князями

## Наслідки
Навала Батия на Південну Русь у 1239—1241 рр. тимчасово відсунула міжусобну боротьбу князів на другий план, але не привела до її повного припинення. Якщо збройна боротьба за Київ більше не поновлювалася, то Галич ще деякий час залишався об'єктом суперництва. У першій половині 40-х років на нього продовжували претендувати Михайло Всеволодович і його син Ростислав, який став зятем угорського короля Бели IV. Підсумок боротьби підвела битва при Ярославі 17 серпня 1245 р. у якій Данило і Василько розбили Ростислава з союзним йому угорсько-польським військом. В середині 50-х років безуспішну спробу захопити Галич за допомогою татар зробив Ізяслав.
Війна 1230-х рр. була однією з найбільш тривалих і запеклих усобиць в історії Русі. В ході неї чернігівські, смоленські і волинські князі несли серйозні людські та економічні втрати. Князі суздальської гілки, навпаки, майже не брали в усобиці участі: походи Ярослава Всеволодовича на південь в 1236 р і взимку 1239—1240 рр. не супроводжувалися серйозними військовими зіткненнями. Зміни в співвідношені сил на користь суздальських Юрійовичів яскраво проявились в тому що в цей період вони набагато довше часу займали загальноруські столи (Новгород і Київ). При цьому в 2-ій половині 1230-х років Смоленські Ростиславичі не посідали (за винятком короткого князювання Ростислава Мстиславича у Києві 1240 р.) жодного столу; до часу Батиєвого походу на Південну Русь втратили все і Ольговичі. Кращі позиції виявилися у князів суздальської гілки, які змогли закріпитись у Новгороді, а також у волинських Романовичів, що залишилися переможцями в боротьбі за Галич; в Києві не вдалося закріпитися жодній з гілок.
Перманентна міжусобна війна на Півдні Русі виключила можливість об'єднання сил для відсічі монгольським удару